# Bon Jovi-diszkográfia
A Bon Jovi együttes diszkográfiája.

## Albumok
- Bon Jovi (1984)
- 7800° Fahrenheit (1985)
- Slippery When Wet (1986)
- New Jersey (1988)
- Keep the Faith (1992)
- Cross Road (1994)
- These Days (1995)
- Crush (2000)
- One Wild Night Live 1985–2001 (2001)
- Bounce (2002)
- This Left Feels Right (2003)
- 100,000,000 Bon Jovi Fans Can't Be Wrong (2004)
- Have a Nice Day (2005)
- Lost Highway (2007)
- The Circle (2009)
- What About Now (2013)
- Burning Bridges (Bon Jovi-album) (2015)
- This House Is Not For Sale (2016)
- 2020 (2020)
- Legendary (2024)

## Kislemezek
| Év   | Cím                            | Album                         | Billboard Hot 100 | UK |
| ---- | ------------------------------ | ----------------------------- | ----------------- | -- |
| 1984 | Runaway                        | Bon Jovi                      | 39                | –  |
| 1984 | She Don’t Know Me              | Bon Jovi                      | 48                | –  |
| 1985 | In and Out Love                | 7800° Fahrenheit              | 69                | –  |
| 1985 | The Hardest Part Is the Night  | 7800° Fahrenheit              | –                 | 68 |
| 1985 | Only Lonely                    | 7800° Fahrenheit              | 54                | 24 |
| 1986 | Silent Night                   | 7800° Fahrenheit              | –                 | –  |
| 1986 | You Give Love a Bad Name       | Slippery When Wet             | 1                 | –  |
| 1986 | Wanted Dead or Alive           | Slippery When Wet             | 7                 | 13 |
| 1987 | Livin’ On a Prayer             | Slippery When Wet             | 1                 | –  |
| 1987 | Never Say Goodbye              | Slippery When Wet             | 28                | –  |
| 1987 | Edge of a Broken Heart         | Disorderlies OST              | 38                | –  |
| 1988 | Bad Medicine                   | New Jersey                    | 1                 | –  |
| 1988 | Born to Be My Baby             | New Jersey                    | 3                 | –  |
| 1989 | I’ll Be There for You          | New Jersey                    | 1                 | –  |
| 1989 | Lay Your Hands on Me           | New Jersey                    | 7                 | –  |
| 1989 | Living in Sin                  | New Jersey                    | 9                 | –  |
| 1992 | Keep the Faith                 | Keep the Faith                | 29                | –  |
| 1993 | Bed of Roses                   | Keep the Faith                | 10                | –  |
| 1993 | In These Arms                  | Keep the Faith                | 27                | –  |
| 1993 | I’ll Sleep When I’m Dead       | Keep the Faith                | 17                | –  |
| 1993 | I Believe                      | Keep the Faith                | –                 | 11 |
| 1993 | Dry County                     | Keep the Faith                | –                 | 9  |
| 1994 | Always                         | Cross Road                    | 4                 | 2  |
| 1994 | Someday I’ll Be Saturday Night | Cross Road                    | –                 | 7  |
| 1995 | This Ain’t a Love Song         | These Days                    | 14                | –  |
| 1995 | Something for the Pain         | These Days                    | 76                | 14 |
| 1995 | Lie to Me                      | These Days                    | 88                | 20 |
| 1996 | These Days                     | These Days                    | –                 | 38 |
| 1996 | Hey God                        | These Days                    | –                 | –  |
| 2000 | It’s My Life                   | Crush                         | 33                | 3  |
| 2000 | Say It Isn’t So                | Crush                         | –                 | 9  |
| 2000 | Thank You for Loving Me        | Crush                         | 57                | 34 |
| 2001 | One Wild Night                 | One Wild Night Live 1985–2001 | –                 | 35 |
| 2002 | Everyday                       | Bounce                        | –                 | 5  |
| 2003 | Misunderstood                  | Bounce                        | –                 | –  |
| 2003 | All About Lovin’ You           | Bounce                        | –                 | 31 |
| 2003 | Bounce                         | Bounce                        | 39                | –  |
| 2005 | Have a Nice Day                | Have a Nice Day               | 53                | 6  |
| 2006 | Who Says You Can’t Go Home     | Have a Nice Day               | 23                | 5  |
| 2006 | Welcome to Wherever You Are    | Have a Nice Day               | –                 | 19 |
| 2007 | (You Want to) Make a Memory    | Lost Highway                  | 27                | –  |
| 2007 | Lost Highway                   | Lost Highway                  | –                 | –  |

## A tagok szólóalbumai
Jon Bon Jovi
- Blaze of Glory (1990)
- Destination Anywhere (1997)

Richie Sambora
- Stranger in This Town (1991)
- Undiscovered Soul (1998)

David Bryan
- On a Full Moon (1994)
- Lunar Eclipse (2000)